# ラストリベリオン
『ラストリベリオン』は、ヒットメーカーにより開発され、日本一ソフトウェアから2010年1月28日に発売されたPlayStation 3用RPG。
2人の主人公・ナインとアイシャを切り替えてプレイするというスタイルが特徴の王道ファンタジーRPG。ゲーム中のイラストは、ジョン・ジュノ、KKUEM、キム・ヒョンテ、金田榮路、末弥純、美樹本晴彦、小林智美による。
本作に対する評価は低く、日本一ソフトウェアのアメリカの子会社NISアメリカの社長は本作について「発売してしまって申し訳ない」とコメントした。また、本作は日本一ソフトウェアとヒットメーカーが手を切るきっかけともなった。ヒットメーカーは本作の発売後の2014年10月29日に破産手続きの開始決定を受け倒産したため本作は同社が最後に手掛けた作品となった。

## システム
戦闘システムには、オーソドックスなターン制のコマンド選択式のシステムを採用している。物理攻撃のナイン、魔法攻撃のアイシャを局面に合わせて切り替えることが必要になる（切り替えでのターン経過はない）。HPとMPは2人で共有。
敵には複数の「部位」が設定されており、そこを剣で攻撃することで「刻印」が刻まれ、その状態で「刻印魔法」を放つことで、刻印した部位すべてに攻撃することができる。敵はHPを0にしても倒せず、しばらくするとパワーアップして復活してしまう。HPを0にした状態でアイシャの「封魂」を使用することで、完全に倒すことができる。

## あらすじ
創造の神「フォーミバル」と破壊の神「ミークテリア」の2つの神が均衡を保つことにより維持されてきた世界「ジュノヴァルド」。しかし、フォーミバルの力が強くなったことで死者や倒した怪物が蘇り人々を襲う世界となっていた。不死の物を倒すためには肉体を破壊する力を持つ剣士「ブレイド」と魂を封印する力を持つ魔術師「シール」が協力する必要がある一方、その過酷な任務から命を落とす者や事故も多く、さらに舞台となる「ヴィネスオーリオ」ではブレイドとシールが敵対し合う内乱によって国はブレイドが統治する「ラクズオルデ」とシールが統治する「エスタオルデ」の2国に分裂していた。
そんな中、シールを付けず一匹狼で生きていたラクズオルデの剣士・ナインは養父のアーゼルライド王の依頼でエスタオルデから巨大な機械兵器「ヴァンドレッグ」を運搬する。ナインの目の前にフォーミバル神の力によってオークが蘇るが、機械兵器は倒したオークをシールなしで封魂していった。驚くナインの前にシールであるアイシャが現れるも、シールを頑なに嫌うナインと反りが合わない。だが、そんな中でナインの義弟・アルフレッドがアーゼルライド王を殺害。さらにアルフレッドにも刃を向けた上、死したはずのアーゼルライド王を操りナインの命を奪う…
しかし、死んだはずのナインはアイシャの禁術「フレイドヴァルミス」によって一命を取り留めていた。ナインとアイシャで1つの命を共有する状態となった中、アイシャは「ある怪物の封魂
、ナインは「アルフレッドへの復讐」のため旅を始める…

## 登場人物
ナイン・アイズフォール
剣の達人の青年。25歳。
アーゼルライド王を「ジジイ」、アルフレッドの事は昔から「弱虫アル」と呼ぶなど口が悪く皮肉屋。特にシールに関しては何かと「くそシール」と罵倒するなどかなり嫌っている。
アイシャ・ロメルディーン
「シール」の女性。瀕死の重傷を負ったナインを禁術を使い救った。19歳。
セフィ・エイニス
ルバスティスの少女。ナインの事をパパと呼び慕う。
ジェイク・ワイブライム
元ブレイドの壮年男性。現在は静かにヘイニル洞窟の奥で機械を作っている。
アルフレッド・フォーミリオ
ナインの義弟。
アーゼルライド・ルオーヴィン
ルオーヴィンの王。ナイン、アルフレッドの養父。
ミークテリア
死と破滅の象徴の神。

### エクストラボス
プリニー
魔界戦記ディスガイアシリーズより参戦。
みかん
『ジグソーワールド 〜大激闘！ジグバトル・ヒーローズ〜』より参戦。

## 主題歌
オープニングテーマ「EVER LAST」
歌 - 影山ヒロノブ
エンディングテーマ「最後の道標」
歌 - 霜月はるか
挿入歌「戦絆」
歌 - 影山ヒロノブ

## 予約特典
- ミニサントラ付きビジュアルブック

## 評価
レビュー集積サイト「metacritic」では30のレビューから点数が計算され、平均で100点満点中44点と低いものとなった。レビューのうち、よい評価を与えているレビューは1つだけで、半数は平均的、もしくは低い評価となっている。
2013年4月18日、電撃オンラインで「『ラストリベリオン』は本当にごめんなさい」と題した発売元の日本一ソフトウェアのインタビュー記事が掲載された。